# Capra falconeri falconeri
El marjor de cuernos anchos o de Astor (Capra falconeri falconeri) es una subespecie del marjor (Capra falconeri), un mamífero artiodáctilo de la familia Bovidae originaria de la región de Cachemira y el norte de Pakistán. Al oeste llega a las zonas más orientales de Afganistán. La subespecie está muy dispersa a lo largo de un extenso territorio. En un momento dado fue considerada una especie en peligro de extinción, sin embargo, los esfuerzos de conservación han tenido cierto éxito y la subpoblación más grande de Pakistán ahora parece superar los 1000 individuos. Como resultado, la Unión Internacional para la Conservación de la Naturaleza considera su estado como casi amenazado.

## Ecología
El marjor de Astor vive en los matorrales y bosques abiertos que recubren las escarpadas laderas de las montañas entre las que vive en altitudes de hasta 3600 metros. Rara vez supera la línea de árboles; en verano se alimenta principalmente de pastos y hojas, pero en invierno ramonea principalmente arbustos y material leñoso. Una o dos crías nacen después de un período de gestación de 135 a 170 días. Los principales depredadores de estas cabras son los leopardos de las nieves, lobos y linces, y los cabritos pueden ser presa de las águilas reales.

## Conservación
Hubo un tiempo en que C. f. falconeri fue considerado como en peligro de extinción, pero ahora se lo califica como casi amenazado, ya que se estima que hay más individuos de los que se pensaba en un primer momento. La estimación de 2011 para la población total es de alrededor de 5800 individuos. Estos se dividen en varias subpoblaciones, de las cuales sólo una cuenta con más de 1000 individuos. 
La principal amenaza que enfrenta es la caza. Incluso cuando el animal está protegido por la legislación, como en Afganistán, donde existe una gran caza furtiva y no se aplica la prohibición de cazar. En la India está totalmente protegido y está presente en tres reservas de vida silvestre, el Santuario de Vida Silvestre Limber, el Santuario de Vida Silvestre Lachipora y el Santuario de Vida Silvestre Hirapora. Está previsto combinar estas tres áreas para crear el parque nacional Kazinag con el fin de proteger al marjor de Astor y otros mamíferos que habitan en la zona como el leopardo de las nieves y el oso pardo del Himalaya. En Pakistán, está presente en varios santuarios de vida silvestre diferentes, incluido el Santuario de Vida Silvestre de Naltar en la parte norte del país.